# Власов, Сергей Афанасьевич
Сергей Афанасьевич Власов (род. 7 июля 1958, Абакан, Хакасская автономная область, Красноярский край, РСФСР, СССР) — советский и российский актёр театра и кино, Заслуженный артист Российской Федерации (1993).

## Биография
Родился в  Абакане Хакасской автономной области Красноярского края. В 1965—1967 годах учился в школе № 19. В 1979 окончил Ленинградский государственный институт театра, музыки и кинематографии (класс А. И. Кацмана, ст. преподаватель Л. А. Додин). Соавтор и исполнитель вместе со своими однокурсниками спектаклей Учебного театра на Моховой — «Братья и сёстры» (1978) по романам Фёдора Абрамова, «Бесплодные усилия любви» (1979) Шекспира, «Если бы…если бы» (1978), «Двадцать нас» (1979).
В 1979—1980 годах проходил службу в рядах Советской Армии, в составе агитационно-художественного отряда «Политбоец».
С 1981 — актёр Малого драматического театра — Театра Европы.
Заслуженный артист России (1993). Лауреат Государственной премии РФ в области искусства и литературы за 2002 год.
Лауреат Премии Правительства Санкт-Петербурга за спектакль «Человек из Подольска» театра Приют Комедианта, Санкт-Петербург.
Исполнил 183 роли в сериалах и кинофильмах. Роли В 2003 году вышел фильм "Королева мечей" из цикла "Агент национальной безопасности", где Власов сыграл циничного и жестокого шпиона Дербина, втершегося в доверие к дочери видного учёного-физика с целью украсть его прорывные идеи для своих иностранных хозяев. Актёр идеально врисовался в образ. Шпион Дербин хладнокровен, хитёр и осторожен, но легко попадается.

### Театральные работы
Малый драматический театр-Театр Европы:
- «Господа офицеры» по Куприну — Подпоручик Ромашов (пост. Падве)
- «Инцидент» Бауэра — Тэлинджер (пост. Падве)
- «Фиеста» Хэмингуэя, — Омре и гарсон (пост. Падве)
- «Братья и сёстры» Ф. Абрамова — Егорша (пост. Л. Додин)
- «Бесы» Ф. М. Достоевского — Шатов (пост. Л. Додин)
- «Повелитель Мух» Голдинга -Эрик; Джек(с 1996)(пост. Додин)
- «Муму» И. С. Тургенева — Мужик (пост. В. Фильштинский)
- «Золушка» Ш. Перро — Принц
- «Вишнёвый сад» А. П. Чехова — Яша
- «Бегущие странники» А. Казанцева — Роман (реж. В. Туманов)
- «Зимняя сказка» В. Шекспира — Автолик (пост. Д. Доннеллан)
- «Звёздный мальчик» О. Уайльда — Второй лесоруб (реж. Г. Дитятковский)
- «Московский хор» Л. Петрушевской — Саша (реж. И. Коняев)
- «Король Лир» В. Шекспира — Герцог Корнуолл и Граф Кент (пост. Л. Додин)
- «Три сестры» А. П. Чехова — Фёдор Кулыгин

В других театрах и компаниях:
- 2001 «Пляска смерти» Стриндберга (обе части пьесы) — Курт (пост. Иванов и Прикотенко)
- 2001 «Доктор Чехов» Ивана Латышева — Антон Чехов (пост. Латышев и Козлов)
- 2018 «Человек из Подольска» Дмитрия Данилова — Первый полицейский (пост. Бычков)

2011 «Томление», БДТ,

## Фильмография
- 1980 — Рафферти — Эдди, сын Джона Рафферти
- 1981 — Други игрищ и забав — Костя, сын Худяковых
- 1982 — Дом — Фёдор
- 1982 — Тарантул
- 1983 — Я тебя никогда не забуду — офицер с гармошкой
- 1985 — В стреляющей глуши
- 1985 — Криминальный талант
- 1985 — Переступить черту — Лёша Сажин, сын следователя
- 1987 — Золотая свадьба
- 1987 — Холодное лето пятьдесят третьего... — Витёк, бандит
- 1988 — Будни и праздники Серафимы Глюкиной — хоккейный болельщик на улице у телевизора
- 1988 — Опасный человек — бюрократ, бородач, игравший в настольный теннис
- 1989 — То мужчина, то женщина — Виктор, муж Лены, дочери актрисы Нади
- 1991 — Без правосудия
- 1996 — Клубничка (16 серия «Я помню чудное мгновение») — мужик
- 1996 — Сильна, как смерть, любовь — оперуполномоченный
- 1998 — Забытое танго
- 1998 — Улицы разбитых фонарей (12 серия «Подставка») — Сергей Сергеевич Гуняев («Гуня»), бизнесмен и преступный авторитет
- 2000—2004 — Вовочка — профессор стоматологии
- 2001 — Первое мая
- 2002—2003 — Убойная сила 4 (фильм 6 «Принцип вины») — Корнилов
- 2003 — Агент национальной безопасности-4 (39-40 серии «Королева мечей») — Джон Дёрбин, американский агент
- 2003 — Бандитский Петербург. Фильм 4. Арестант (3-6 серии) — Валентин Кравцов
- 2003 — Бандитский Петербург. Фильм 6. Журналист (2-3 серии) — Валентин Кравцов
- 2004 — 72 метра — офицер военно-морского флота РФ
- 2004 — Игра on-line — доктор
- 2004 — Потерявшие солнце — Артур Геннадьевич Вышегородский
- 2004 — Сёстры — Вадим, муж Аллы
- 2004 — Улицы разбитых фонарей. Менты-6 (17 серия «Игры для взрослых») — Буров
- 2005 — Господа присяжные — Анатолий Кони
- 2005 — Принцесса и нищий — Смычков, подполковник
- 2006 — Первое правило королевы — Александр Петрович Ястребов, крупный бизнесмен
- 2007 — На пути к сердцу — Мясожников
- 2007 — Янтарный барон — писатель Фёдоров
- 2008 — Адмиралъ — сотрудник политсовета
- 2008 — Бесы — Шатов Иван Павлович
- 2008 — Гаишники (фильм № 4 «Авария») — Пётр Островский, отец Насти
- 2008-2011 — Дорожный патруль — Саша Мартынов
- 2008 — Каменская 5 (фильм 3 «Воющие псы одиночества») — санитар психбольницы, (фильм 5 «Соавторы») — Егор Витальевич Сафронов
- 2008 — Литейный, 4 (6 серия «Календарь смерти») — Андрей Валерьевич Саранцев, востоковед, владелец центра единоборств
- 2008 — Предприниматель — Рамунас Аксас, президент Литвы
- 2009 — Адмиралъ — (сериал) — капитан Нестеров, представитель Политцентра
- 2009 — Десантура (7 серия) — особист из Москвы
- 2009 — Когда растаял снег — Дмитрий Васильевич Давыдов, белоэмигрант
- 2009 — Любовь под грифом «Совершенно секретно»-3 — генерал
- 2009 — Московский хор — Саша, сын
- 2010 — Человек у окна — майор милиции
- 2010 — Прощай, «макаров»! — Валентин Шепелев, полковник ФСБ
- 2011 — Лето волков (Капли крови на цветущем вереске) — Горелый-Сапсанюк, главарь банды, бывший полицай
- 2011 — Маяковский. Два дня — Франц Шехтель
- 2011 — Терминал — Илья Петрович Давыдов, полковник
- 2012 — Странствия Синдбада (фильм 2 «Путь на запад») — Цезарь
- 2013 — Мальчики — каптри Слава
- 2014 — Внутреннее расследование — Геннадий Денисович Щука, полковник полиции, начальник УСБ
- 2014 — Сердце ангела — Николай Викторович Кольцов
- 2019 — Союз спасения — Иван Дибич
- 2019 — Формула преступления — генерал Антон Гордеевич Голованов
- 2020 — Шерлок в России — Штюмер
- 2021 — Спросите медсестру — Вадим
- 2021 — Самка богомола — Степан Круглов
- 2022 — Без правил — Дубинин, генерал полиции
- 2022 — Надвое — отец Сани

## Озвучивание фильмов
- 1984 — Филадельфийский эксперимент (США) — Джим Паркер (роль Бобби Ди Чикко)
- 1984 — Ва-банк 2 (Польша)
- 1985 — Бирюзовое ожерелье (Румыния)
- 1985 — Серебряная маска (Румыния)
- 1986 — Короткое замыкание (США)
- 2004 — Путешествие по Индии
- 2004 — Сокровище нации (США) — Ян Хау (роль Шона Бина)